# スロウハイツの神様
『スロウハイツの神様』（スロウハイツのかみさま）は、辻村深月による日本の小説。書き下ろし。

## あらすじ
人気作家チヨダ・コーキが、ファンによる殺人ゲームにより筆を折ってから10年。「コーキの天使ちゃん」によって復活を遂げたチヨダ・コーキは、新人脚本家・赤羽環に誘われ、彼女がオーナーを務める「スロウ・ハイツ」に入居し、クリエーターを志す狩野たちと暮らし始める。加々美莉々亜の存在から変革を始めていたスロウハイツでの生活は、ある日、一通の郵便が環の手に渡ったことで大きく揺れ始める。

## 登場人物

### スロウハイツの住人
スロウハイツに住む人物は皆、「チヨダ・コーキ」こと公輝をはじめ、「スー」「エンヤ」「ハイパークール」「マサくん」など、作中でカタカナで表記された別名を持つ。
赤羽環（あかばね たまき）
人気脚本家でスロウハイツの家主。3階に居住。大学生の頃、有名脚本家の後継者募集に応募し、その座を射止めた。チヨダ・コーキの大ファン。負けん気が強く、反骨精神が強い。きれいな水で作られた日本酒を好む。
チヨダ・コーキの作風を真似る作家、「鼓動チカラ」に強く反発。写真家の芦沢理帆子と知り合い。妹に桃花がいる。
千代田公輝（ちよだ こうき）
スロウハイツ202号室の住人。中高生に人気の作家。「チヨダ・コーキ」のペンネームで高校2年生の時に代々社のノベル新人賞を受賞。以降「チヨダブランド」としてヒット作を連発。10年前、熱狂的なファンが彼の作品を模倣した殺人ゲーム事件の影響で3年間休筆。自称「被害妄想」持ち。家族以外の人間が作った料理を食べられない。高額納税者であるにもかかわらず服装に無頓着で、Tシャツの襟元が茶色くなるまで同じものを着ている。
猫背で手足が長く、エヴァンゲリオン初号機のような姿勢。ファンからは「コウちゃん」と呼ばれる。
狩野壮太（かのう そうた）
児童漫画家を目指す青年。誰も苦しまず悲しまない世界観を描こうとするあまり、出版社への持ち込みがうまくいかない。スロウハイツ101号室に居住。
長野正義（ながの まさよし）
狩野の親友。映画製作会社に勤務し、映画監督を志す。しかし、撮る映画に感情が込められず、評価されない。スロウハイツ102号室に居住。森永すみれと交際している。
森永すみれ（もりなが すみれ）
スロウハイツ103号室の住人。料理が得意で、スロウハイツ内で祝い事があると腕を振るう。映画館でアルバイトをしつつ絵を描いている。正義から「スー」と呼ばれ始め、スロウハイツ内ではその呼び名が定着。彼氏の髪を切るのが好き。
黒木智志（くろき さとし）
代々社の雑誌『週刊少年ブラン』の編集長。203号室に居住するが、出版社の近くにある別宅で寝ることも多い。狩野から「ハイパークール」と称され、仕事に全てを捧げるような一面も。チヨダ・コーキの売り出しを一手に引き受ける敏腕編集者。独身。
円屋伸一（えんや しんいち）
環の高校からの親友。201号室に居住し、密かに漫画家を目指していたが、環をライバル視するあまり、スロウハイツを出て行った。狩野たちからは「エンヤ」と呼ばれる。
加々美莉々亜（かがみ りりあ）
エンヤ退去後、201号室に入居した、自称小説家でチヨダ・コーキのファン。ロリータ服を身につけ、公輝の部屋に入り浸る。

### その他の人物
赤羽桃花（あかばね ももか）
環の妹。大学生。後にスロウハイツで暮らすようになる。
拝島司（はいじま つかさ）
ゲームセンターで環と知り合い、交際を始めた環の新しい彼氏。男の趣味が悪い環にしては今回は良い男だと正義に評された。建築家で、スロウハイツの外観、内装ともに気に入っている様子。
芦沢理帆子（あしざわ りほこ）
写真家。父の名、「芦沢光」で活動。「凍りのくじら」にも登場。公輝や環と親交がある。

## スロウハイツ
表向きは、環が脚本を手掛けたドキュメンタリー調の映画「赤い海の姫君」を見たという老人が、使っていないからと元旅館だった建物を環に譲ってくれ、それをアパートに改築したことになっているが、実際は環が自身の祖父から貰ったという3階建ての建物。西武池袋線沿線に位置し、最寄り駅の椎名町駅までは徒歩で約15分。環が住む3階のみリフォームが施され、1階、2階は3部屋ずつあり、台所と洗面所は共有。入居希望者には人の好き嫌いの激しい環との面接が必要であり、狩野の友人は「バランスを考えない贈り物をした」という理由で不合格にされている。家賃は1ヵ月1万円であり、クリエーターを目指す狩野たちにとっては非常に魅力的な額であった。
作者が藤子不二雄Aの「まんが道」が好きで、トキワ荘のような共同生活の場所を舞台にしようと決めた。

## 漫画
本作を原作とした同名の漫画が講談社『ハツキス』2016年11月号より11号まで連載された。作画は桂明日香。
- スロウハイツの神様、辻村深月（原作）・桂明日香（漫画）『ハツキス』講談社、全4巻
  1. 2017年7月7日発売、ISBN 9784063809312
  2. 2018年2月7日発売、ISBN 9784065109823
  3. 2018年11月7日発売、ISBN 9784065122976
  4. 2019年6月7日発売、ISBN 9784065141847

## 舞台
2017年、演劇集団キャラメルボックスによって本作が舞台化された。脚本・演出は成井豊。辻村は高校時代から、キャラメルボックスのファンであった。2019年再演。

### 公演日程
初演
2017年7月5日 - 16日（サンシャイン劇場）

再演
2019年3月22日 - 31日（サンシャイン劇場）
2019年4月5日 - 7日（サンケイホールブリーゼ）

### 出演
- 赤羽環 - 原田樹里
- 千代田公輝 - 大内厚雄
- 加々美莉々亜 - 木村玲衣
- 森永すみれ - 小林春世
- 五十嵐健人 / 駅員 / 警察官 / 秘書 - 元木諒（初演） / 島野知也（再演）
- 赤羽桃花 - 石森美咲
- 芹沢光 / 山本虹絵 / 赤羽永久子 / 司書 - 岡田さつき
- 赤羽滋子 - 石川寛美
- 狩野壮太 - 玉置玲央（柿喰う客）
- 長野正義 - 松村泰一郎（スタジオライフ）
- 黒木智志 - 森山栄治（*pnish*）